# Nelson (Neuseeland)

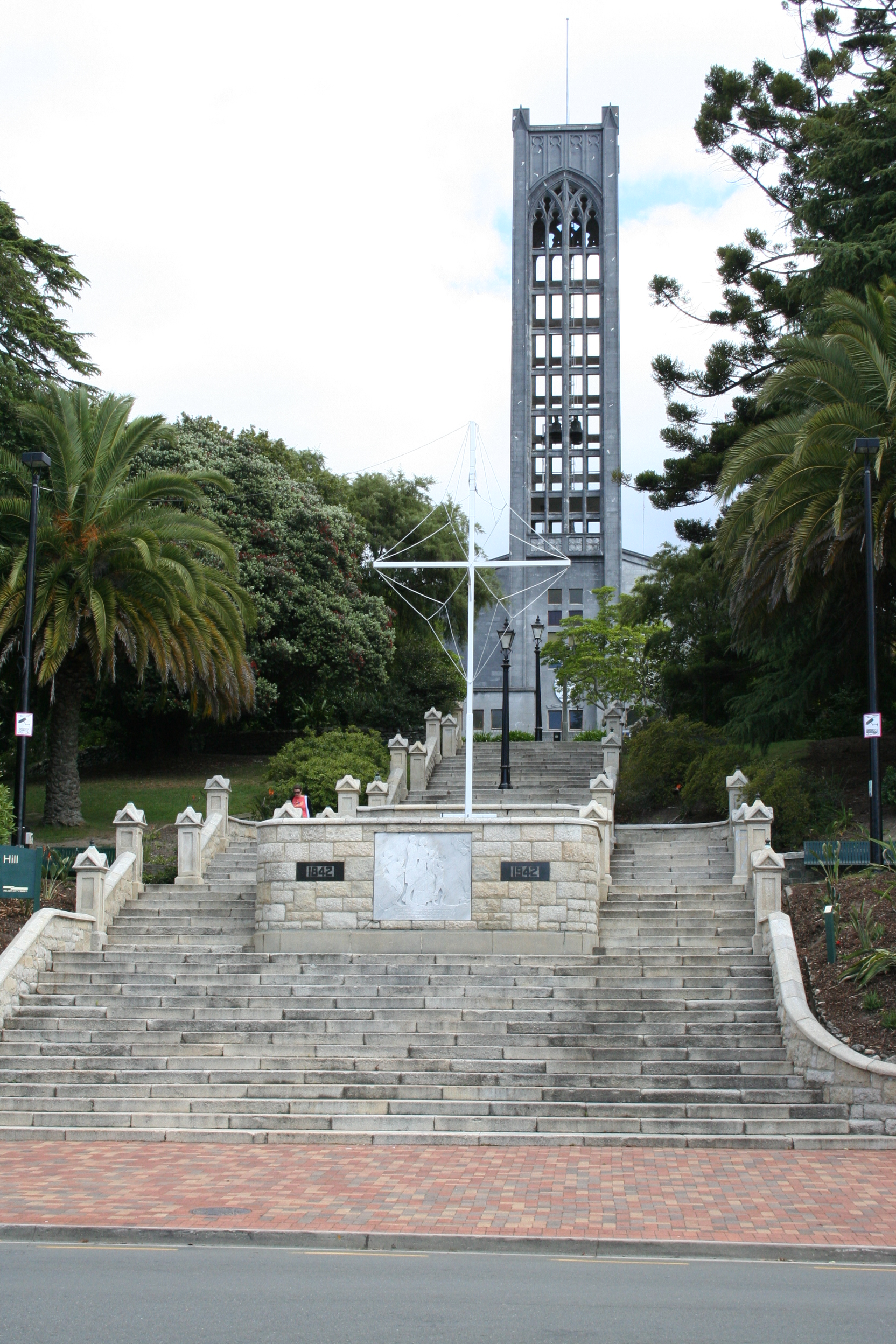
Turm und Freitreppe der Christ Church Cathedral

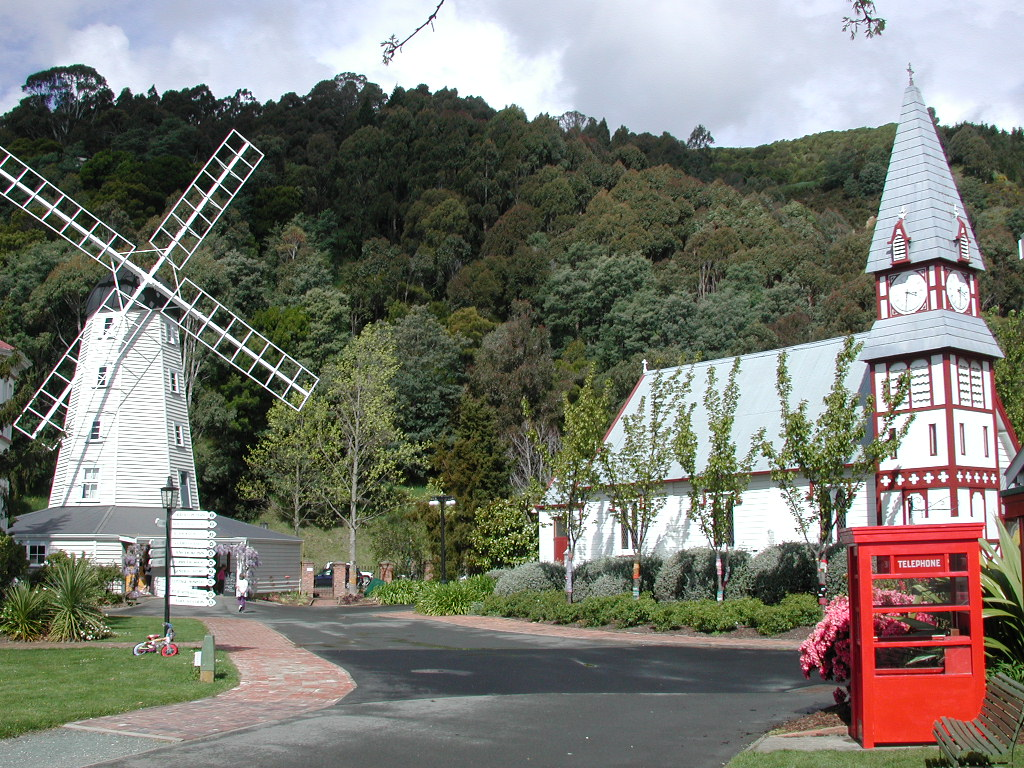
Der Founders Heritage Park

Nelson, offizielle Bezeichnung:  Nelson City, auf Maori Whakatū, ist eine eigenständige Territorial Authority (Gebietskörperschaft) im Norden der Südinsel von Neuseeland. Die Stadt ist zugleich eine Unitary Authority, da sie gleichzeitig Aufgaben einer Region wahrnimmt und das Stadtgebiet mit dem der Region identisch ist.

## Geographie

### Geographische Lage
Nelson City liegt im Norden der Südinsel an der Tasman Bay / Te Tai-o-Aorere, rund 125 km westlich von Wellington. Die Bucht bildet die nordwestliche Grenze des Stadtgebietes. Im Südwesten der Stadt schließt sich der Tasman District an und im Südosten und Osten der Marlborough District. Die Stadt verfügt über eine reine Landfläche von 424 km² und hatte zum Census im Jahr 2013 mit 46.437 Einwohnern eine Bevölkerungsdichte von 109,4 Einwohner pro km².
Nelson City wird gerne als der geographische Mittelpunkt Neuseelands bezeichnet. Dieser (s. Centre of New Zealand) soll auf dem 147 m hohen Botanical Hill im Zentrum der Stadt liegen. Dieser Mittelpunkt war allerdings nur der Mittelpunkt, um frühe Landvermessungen durchzuführen. Der wahre geographische Mittelpunkt liegt tatsächlich in der Nähe von Tapawera, rund 40 Kilometer südwestlich von Nelson.
Südöstlich der Stadt erheben sich die um die 1200 m hohen Bryant Range mit dem Mount Richmond Forest Park.

### Stadtgliederung
Nelson City gliedert sich grob in die Stadtteile Stoke, Monaco, Wakatu, Annesbrook, Bishopdale, Tahunanui, Moana, Nelson South, Washington Walley, Port Nelson, Nelson West und Brooklands (von Südwest nach Nordost).

### Klima
Nelson City liegt in der Zone südwestlich vorherrschender Winde. Geschützt durch westlich liegende Berglandschaften, die sich von den Tasman Mountains aus nach Süden erstrecken, liegen die Niederschläge in der Region Nelson zwischen 1000 und 1250 mm pro Jahr. Bei einer Sonnenscheindauer von 2350 bis 2400 Stunden pro Jahr liegen die durchschnittlichen Tagestemperaturen im Sommer zwischen 20 °C und 22 °C und im Winter bei milden 3 °C bis 4 °C. Nelson gehört damit zu den sonnenreichsten Gegenden Neuseelands.

## Geschichte
Das Gebiet, in dem sich die Stadt Nelson heute befindet, wurde um 1300 von Māori besiedelt und Whakatū genannt.
Einen ersten Kontakt mit Europäern hatten die Ureinwohner Neuseelands rund 70 km weiter nördlich in der Golden Bay / Mohua, 1642 von dem Entdecker Neuseelands, Abel Tasman, Murderers’ Bay benannt, nachdem vier seiner Crew-Mitglieder in einer Auseinandersetzung von Māori getötet wurden.
Im Oktober 1841 entschied Arthur Wakefield, Agent der New Zealand Company, in der Gegend des heutigen Nelsons eine zweite Siedlung nach Wellington zu gründen. Landkäufe wurden hastig getätigt, denn schon im Februar 1842 erreichte das erste Schiff mit Siedlern die Küste. Weitere Schiffe sollten in kurzer Folge kommen und schon nach wenigen Monaten hatte die Siedlung einige Tausend Bewohner.
Die Landkäufe wurden durch zweifelhafte Verträge mit den ortsansässigen Māori-Stamm der Ngāti Toa getätigt und entwickelten in Folge ein Konfliktpotenzial, welches sich am 17. Juni 1843 in der kriegerischen Auseinandersetzung  in der Wairau entlud. Als sich Te Rauparaha, der Führer der Ngāti Toa, seiner Verhaftung und Zwangsenteignung widersetzte, kam es zu Kampfhandlungen, in deren Verlauf 22 Siedler und vier Māori getötet wurden, unter ihnen auch Arthur Wakefield, der Gründer von Nelson. Nun führungslos, die New Zealand Company in Finanznöten und die Siedler Nelsons knapp an Nahrungsmitteln, erklärte sich 1843 Frederick Tuckett (Mitbegründer von Nelson) bereit, die Führung der Siedlung als Vertreter der New Zealand Company zu übernehmen. Unter seiner Führung und durch die Ankunft der Sankt Pauli mit deutschen Siedlern, die mehrere Siedlungen in der Umgebung gründeten, wie Sarau, konnte der finanzielle Bankrott vorerst abgewendet werden.
Am 30. März 1874 wurde Nelson mit einem Siedlungsgebiet von 2761 Acres zu einer Borough hochgestuft und im Dezember 1878 nochmals auf nun insgesamt 4800 Acres erweitert. Im Zuge der Verwaltungsreform des Jahres 1989 wurde der Nelson-Marborough Regional Council aufgelöst, der Kaikoura District der Canterbury Region zugeordnet und den Distrikten Tasman und Marlborough sowie der Stadt Nelson die Aufgaben einer Region für ihre jeweiligen Gebiete übertragen.
Nelson war einer der Austragungsorte des Women’s Cricket World Cup 1982, der Rugby-Union-Weltmeisterschaft 2011 und des Cricket World Cup 2015.

## Bevölkerung

### Bevölkerungsentwicklung
Von den 46.437 Einwohnern der Stadt waren 2013 4167 Einwohner Māori-stämmig (9,0 %). Damit lebten 0,7 % der Māori-Bevölkerung des Landes in der Stadt. Das durchschnittliche Einkommen in der Bevölkerung lag 2013 bei 27.200 NZ$ gegenüber 28.500 NZ$ im Landesdurchschnitt.

### Herkunft und Sprachen
Bei der Frage nach der Zugehörigkeit einer ethnischen Gruppe gaben in der Volkszählung 2013 89,3 % an, Europäer zu sein, 9,4 % gaben an, Māori-Wurzeln zu haben, 1,8 % kamen von den Inseln des pazifischen Raums und 4,4 % stammten aus Asien (Mehrfachnennungen waren möglich). 21,2 % der Bevölkerung gab an in Übersee geboren zu sein und 2,3 % der Bevölkerung sprachen Māori, unter den Māori 18,0 %.

## Politik

### Verwaltung
Nelson City ist nicht wie andere Städte oder Distrikte Neuseelands in Wards unterteilt. Die zwölf Councillors (Ratsmitglieder), die zusammen mit dem Mayor (Bürgermeister) den City Council (Stadtrat) bilden, werden alle drei Jahre neu gewählt. Der Rat der Stadt nennt sich Nelson City Council.

### Städtepartnerschaften
Nelson City unterhält drei Städtepartnerschaften und eine Partnerschaft mit dem Status Friendly City.
Sister Cities:
- Miyazu, Japan, seit Mai 1976
- Huangshi, Volksrepublik China, seit 1995
- Eureka, Kalifornien, USA, seit 2004

Friendly City:
- Yangjiang, China, seit Juli 2014

## Wirtschaft

### Medien
Einzige täglich erscheinende Tageszeitung der Stadt ist die Nelson Mail.

## Infrastruktur

### Verkehr
Verkehrstechnisch angeschlossen ist Nelson durch den New Zealand State Highway 6, der von Picton kommend, über die Fährverbindung Nelson mit Wellington verbindet. Der Hafen der Stadt liegt im Norden des Stadtzentrums, während der Flughafen sich rund 5 km südwestlich des Stadtzentrums befindet.

## Sehenswürdigkeiten

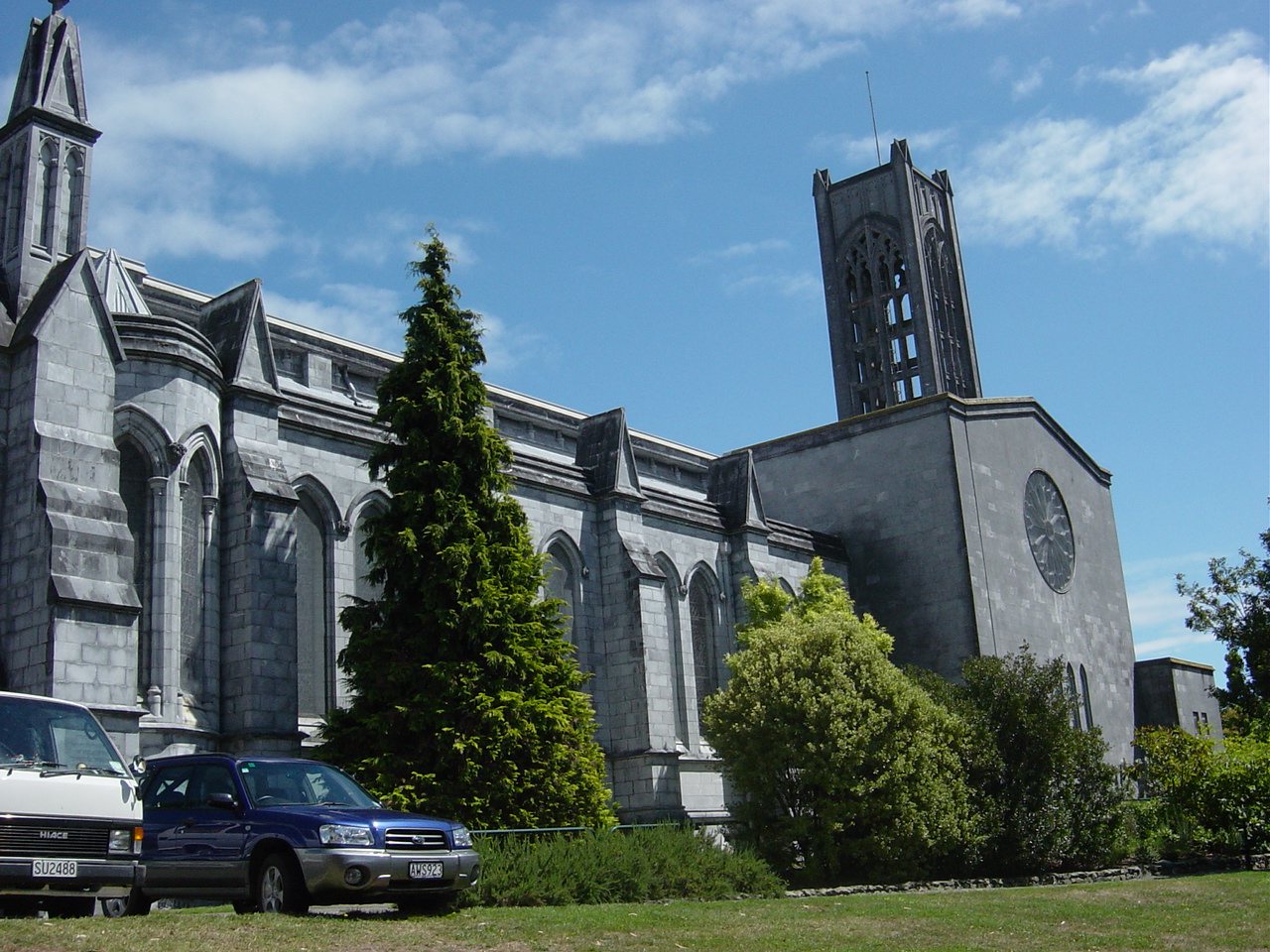
Christ Church Cathedral

Die im Art-déco-Stil erbaute anglikanische Christ Church Cathedral, die mit einer großen Freitreppe versehen ist, befindet sich im Zentrum der Stadt. Vom Baubeginn im Jahr 1925 bis zur Einweihung 1972 lag eine Bauzeit von 47 Jahren. In der Nähe der Kathedrale liegt eine restaurierte Häuserzeile, die South Street Houses, mit Arbeiterunterkünften aus dem 19. Jahrhundert.
Nelson ist in den Sommermonaten ein touristischer Anziehungspunkt und dient als Ausgangspunkt für Besuche der benachbarten Nationalparks. Eine der Attraktionen der Stadt ist die 2001 eröffnete Galerie World of WearableArt mit angeschlossenem Automuseum, wo die jährlichen Preisträger unkonventionelle Modekleidung und klassische Autos ausstellen. Die beiden ebenfalls jährlich stattfindenden Arts Festival und Jazz Festival sind eine weitere Attraktion der Stadt.
Nelson besitzt noch viele aus Holz erbaute Häuser aus der Kolonialzeit, die sich in einem nachgebauten Dorf im Founders Historical Park & Brewery mit einem wöchentlich stattfindenden Farmer’s Market nachempfinden lässt.

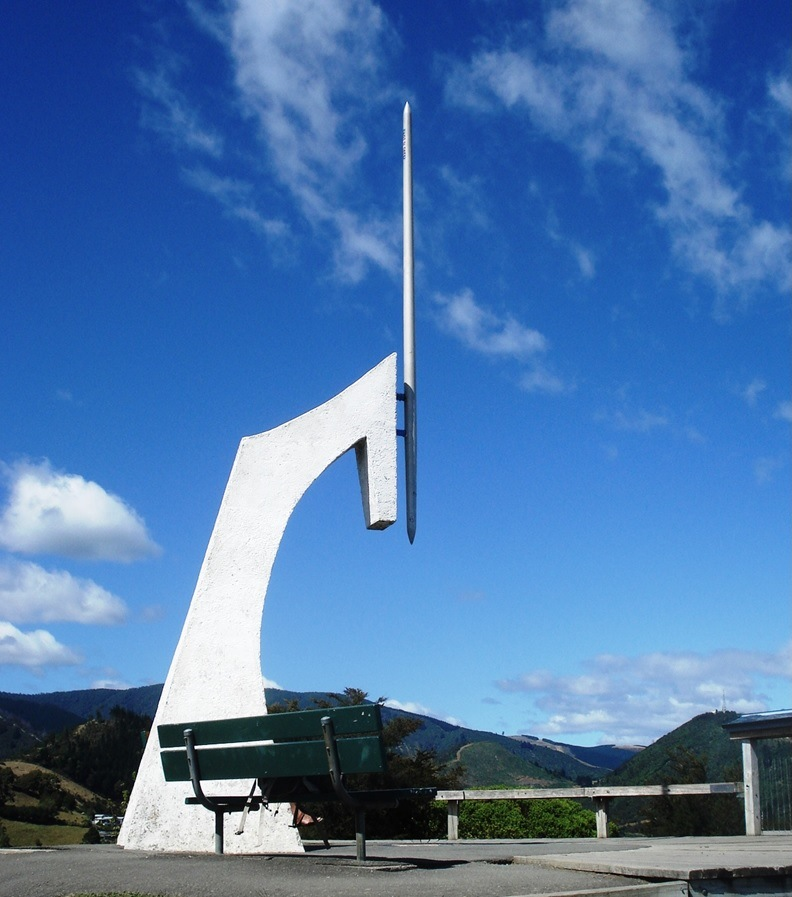
Der Aussichtspunkt „Centre of New Zealand“

Der Aussichtspunkt mit dem Denkmal „Centre of New Zealand“

## Persönlichkeiten
- Fedor Kelling (1820–1909), Mitbegründer der deutschen Siedlung Ranzau nahe Nelson, Mitglied des Repräsentantenhauses
- Maria Atkinson (1824–1914), Frauenrechtlerin und erste Pākehā-Frau, die den  Vulkan Taranaki bestieg
- Francis Henry Dillon Bell (1851–1936), Politiker (Reform Party), erster in Neuseeland geborener und 20. Premierminister Neuseelands
- Alice Brusewitz (1858–1927), Lehrerin und professionelle Fotografin
- Sarah Page (1863–1950), Lehrerin, Feministin, Prohibitionistin, Sozialistin und Sozialreformerin
- Rose Frank (1864–1954), Fotografin und eine der ersten Berufsfotografinnen des Landes
- Nina Jones (1871–1926), Aquarellistin und Illustratorin
- Ernest Rutherford (1871–1937), einer der Väter der Atomphysik, Entdecker des Protons und erste Kernspaltung
- Arthur Lindo Patterson (1902–1966), Kristallograph, entdeckte die nach ihm benannte Patterson-Methode
- Nick Carter (1924–2003), Radrennfahrer
- Bill Rowling (1927–1995), Politiker, Premierminister von Neuseeland
- Bill Baillie (1934–2018), Mittel- und Langstreckenläufer
- Graeme Wilber Clarke (1934–2023), Klassischer Archäologe
- Denis Hulme (1936–1992), Formel-1-Weltmeister
- Russell Marshall, CNZM (1936–2025), Politiker und Diplomat
- Geoffrey Palmer (*  1942), Politiker (Labour Party) und 33. Premierminister Neuseelands
- Rod Dixon (* 1950), Mittel- und Langstreckenläufer
- Karen Holliday (* 1966), Radrennfahrerin
- Jonelle Price (* 1980), Vielseitigkeitsreiterin
- Daniel King-Turner (* 1984), Tennisspieler
- George Bennett (* 1990), Radrennfahrer
- Jordan Dwyer (* 1996), Schauspieler und Musiker
- Holly Edmondston (* 1996), Radsportlerin
- Niamh Fisher-Black (* 2000), Radsportlerin